# Municipio de Lightning Creek
El municipio de Lightning Creek (en inglés: Lightning Creek Township) es un municipio ubicado en el condado de Adams en el estado estadounidense de Dakota del Norte. En el año 2010 tenía una población de 14 habitantes y una densidad poblacional de 0,15 personas por km².

## Geografía
El municipio de Lightning Creek se encuentra ubicado en las coordenadas 45°59′19″N 102°55′59″O / 45.98861, -102.93306. Según la Oficina del Censo de los Estados Unidos, el municipio tiene una superficie total de 93.39 km², de la cual 93,39 km² corresponden a tierra firme y (0 %) 0 km² es agua.

## Demografía
Según el censo de 2010, había 14 personas residiendo en el municipio de Lightning Creek. La densidad de población era de 0,15 hab./km². De los 14 habitantes, el municipio de Lightning Creek estaba compuesto por el 100 % blancos. Del total de la población el 0 % eran hispanos o latinos de cualquier raza.